# Padrão

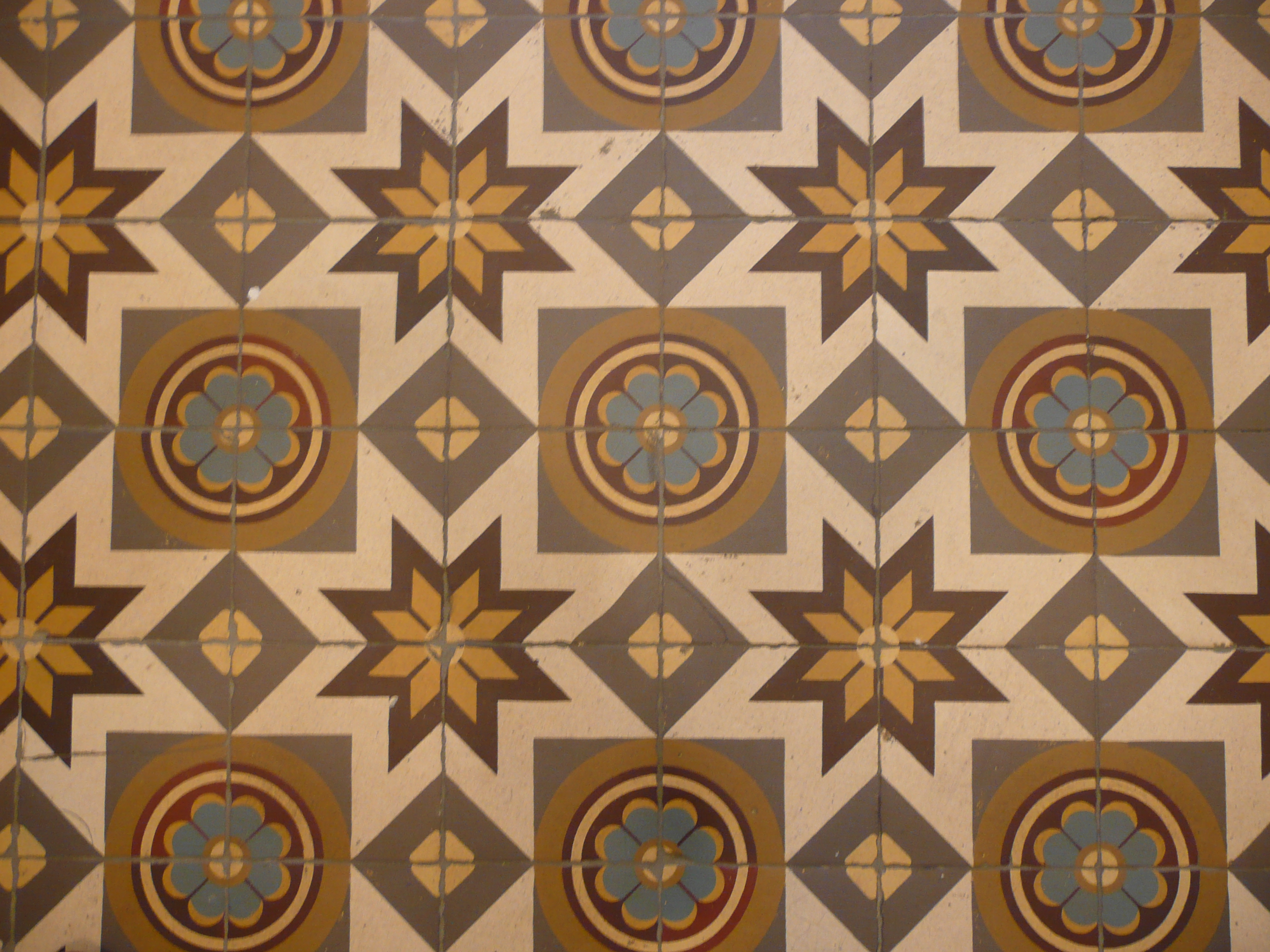
Exemplo de padrão.

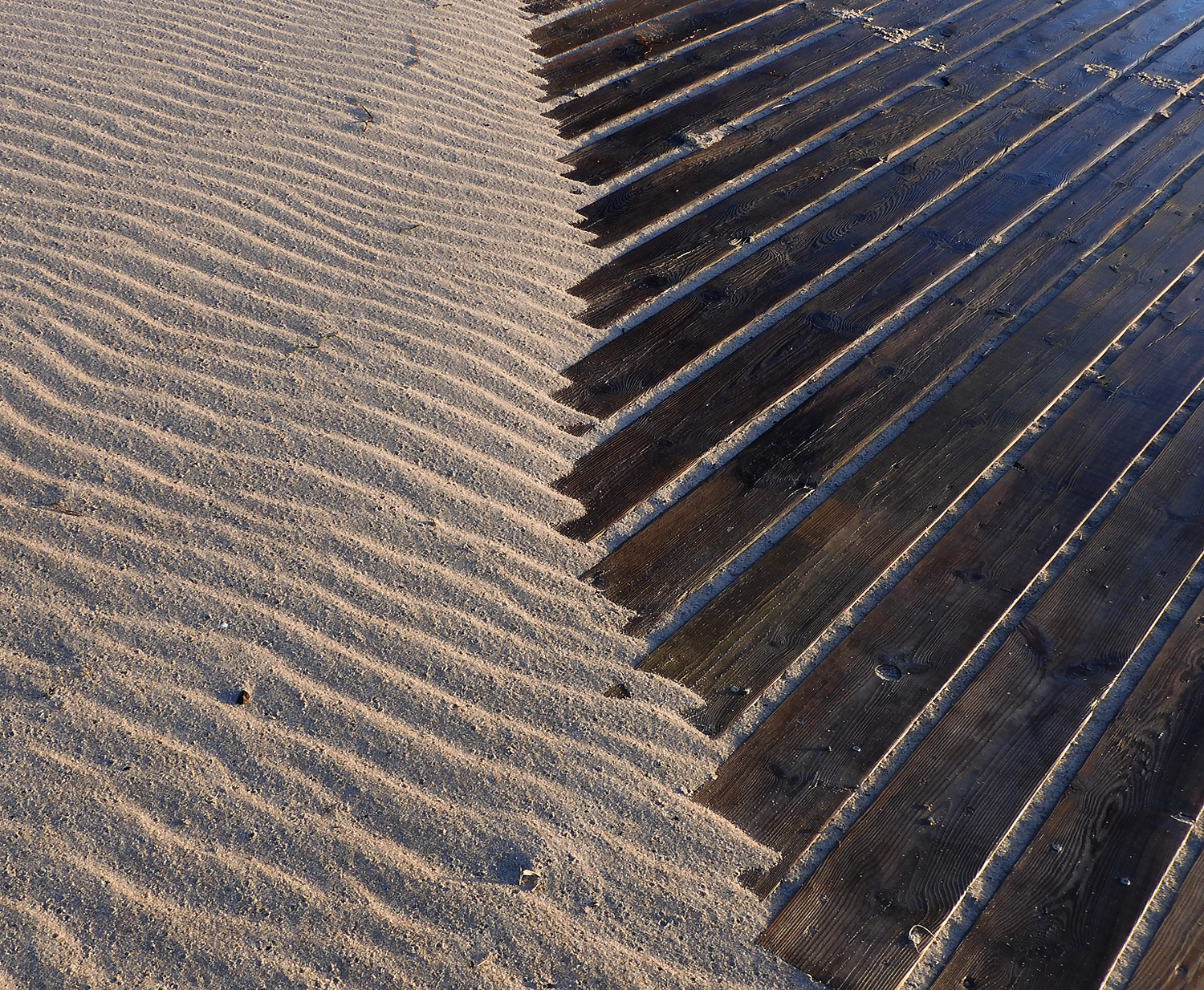
O túmulo e as mesas formam um padrão simétrico.

Um padrão, além do uso do termo para significar template, é uma discernível regularidade no mundo ou em um design feito pelo homem. Isto posto, os elementos em um padrão repetem-se de maneira previsível. Qualquer um dos cinco sentidos pode observar padrões diretamente. Reciprocamente, padrões abstratos na ciência, matemática ou linguagem podem ser observáveis apenas através da análise. Observação direta, na prática, significa ver padrões visuais, que são vastos na natureza e na arte. 
Na ciência aplicada, o padrão assume patamares infinitos, já que, para efetuar um estudo qualquer onde se queira dosar ou mensurar qualquer tipo de substância, é necessária a construção de uma curva padrão. Padrões visuais na natureza, frequentemente, são caóticos, por nunca repetirem exatamente a mesma forma. Muito frequentemente, envolvem fractais.